# Curly Joe DeRita
Joe DeRita (también conocido como Curly-Joe DeRita), nacido como Joseph Wardell (Filadelfia, 12 de julio de 1909-Woodland Hills, California, 3 de julio de 1993), fue un actor estadounidense, mejor conocido por ser el cuarto y último integrante en ocupar el lugar del tercer chiflado dentro del grupo cómico Los Tres Chiflados. Aunque participó en algunos cortos del grupo como actor secundario, fue integrado oficialmente al elenco hasta las películas que se realizaron entre las décadas de 1950 y 1960.

## Biografía
De ancestros franco-canadienses e ingleses, es el único de los Chiflados en venir de una familia del espectáculo. Su madre, Florenz DeRita, fue una bailarina y su padre, Frank Wardell, fue un técnico de escenario.
Desde los siete años, Joe acompañó a sus padres en los viajes, yendo con ellos de teatro en teatro por todo el país. "Teníamos un acto pequeño, nunca actuamos en los grandes circuitos".
Entonces, durante siete temporadas, Joe hizo un papel destacado en una obra teatral con su madre y su padre. Para la edad de dieciocho, con su madre retirada y su hermana casada, Joe decidió hacer un solo de comedia en el cual cantó y bailó. Como DeRita recuerda: "Originalmente empecé como bailarín porque mi madre era bailarina. Entonces entré al burlesque en 1921 porque el vodevil se había ido. Por lo menos mi tipo de vodevil se había ido. Nunca trabajé con material muy subido de tono".
Como joven comediante, Joe conocería a la que sería su primera esposa, una corista de Reading, Pennsylvania, que se hacía llamar Bonnie Brooks (su nombre verdadero era Esther M. Hartenstine). El 13 de julio de 1935, cuando estaba empezando una serie de presentaciones por 30 semanas en el Roxy Theater en Cleveland, Joe y Bonnie se casaron con un juez de paz en Cuyahoga County, Ohio.
Joe continuó actuando en el burlesque hasta 1942, después del cual se fue a California para encabezar un show en el teatro Music Box de Hollywood. Sus repercusiones fueron tan buenas que MGM le ofreció contrato. Su verdadero debut, sin embargo, fue en The Doughgirls (1944) con Ann Sheridan para Warner Bros. Durante este período de su carrera hizo otras dos películas, The Sailor Takes a Wife (MGM, 1945) y People Are Funny (Paramount, 1946). En 1946 protagonizó una serie de cortos para Columbia: hizo cuatro en total.
Durante la Segunda Guerra Mundial, Joe empezó a actuar para las tropas americanas, recorriendo el Pacífico Sur con su amigo Randolph Scott como su hombre serio en el show. Hizo varias presentaciones, yendo al extranjero con Bing Crosby para entretener a los hombres en servicio en Inglaterra y Francia, esta vez con Crosby como su hombre serio. Después de regresar a América, Joe actuó en el Hollywood Casino en Los Ángeles e hizo apariciones invitadas en dos shows de radio con Crosby, Philco Hall of Fame y Cavalcade of America. Antes de unirse a los Chiflados en 1958, hizo un papel destacado como el verdugo falso en The Bravados para 20th Century-Fox, que protagonizó Gregory Peck. DeRita también hizo apariciones invitadas en shows de televisión como The Desilu Playhouse, This Is Alice y Bachelor Father.
Hasta este punto, el nombre de Joe DeRita estaba lejos de ser familiar. Fue su asociación de 12 años con Los Tres Chiflados que lo catapultó al estrellato. Como el director Norman Maurer explica, "Fue el mejor reemplazo de Curly que los Chiflados alguna vez han tenido. Joe era bueno en improvisar. Era como Curly en varios aspectos, con su gracia de ballet a pesar de su peso. Podía hacer cosas -no como Curly- pero casi tan graciosas, y fue difícil de creer que un tipo tan grande podía hacerlo".
En el set, sin embargo, hubo veces que Curly-Joe tuvo malos días. "De vez en cuando Joe era temperamental, pero fue una cosa pasajera". Maurer recuerda. "En la mayoría de los casos, Joe fue un buen muchacho y tuvo el trabajo hecho".
Después de su carrera como chiflado, Joe llevó una vida bastante tranquila. Aún durante sus años como chiflado, Joe recordaba que difícilmente se vio con Moe y Larry fuera del set. "Nunca socializamos demasiado, a menos que fuera una promoción de una película, una premiere o un encuentro de negocios. Moe conocía jueces, médicos, gente rica: tenía su círculo de amigos. Larry tenía sus amigos también." Y DeRita recuerda: "Conocí algo de gente fuera de mis amigos de Hollywood con los cuales estaba encariñado, y disfruté de su compañía. Pero no me salí mucho de los carriles para conocer gente".
Joe vivió en North Hollywood la última parte de su vida con Jean Sullivan, con quien se casó el 28 de diciembre de 1966. Pasó la mayoría del tiempo leyendo y mirando televisión, pero su pasatiempo favorito era escuchar música clásica. En cuanto a los gustos y aversiones de Joe: consideraba a George Raft, Buster Crabbe y Johnny Weissmüller como los tres peores actores de Hollywood. Su película favorita de los Chiflados era The Three Stooges Go Around the World in a Daze (Columbia, 1963). Joe estaba internado en el Motion Picture & Television Country House and Hospital cuando murió el 3 de julio de 1993 de neumonía.

## Filmografía
| Año  | Título                                          | Rol                            | Notas |
| ---- | ----------------------------------------------- | ------------------------------ | ----- |
| 1943 | Thank Your Lucky Stars                          | Meek Man (no acreditado)       |       |
| 1944 | The Doughgirls                                  | The Stranger (no acreditado)   |       |
| 1945 | The Sailor Takes a Wife                         | Waiter (no acreditado)         |       |
| 1946 | People Are Funny                                | Comic Bit                      |       |
|      | The French Key                                  | Fox                            |       |
|      | High School Hero                                | Tiny                           |       |
|      | Slappily Married (short)                        | Joe Bates - Dim-Witted Husband |       |
| 1947 | The Good Bad Egg (short)                        | Mr. Priggle                    |       |
|      | Wedlock Deadlock (short)                        | Eddie                          |       |
|      | Jitter Bughouse (short)                         | Joe                            |       |
| 1948 | Coroner Creek                                   | Bartender (no acreditado)      |       |
| 1958 | The Bravados                                    | Mr. Simms (no acreditado)      |       |
| 1959 | Have Rocket -- Will Travel                      | Curly-Joe                      |       |
| 1961 | Snow White and the Three Stooges                | Curly-Joe                      |       |
| 1962 | The Three Stooges Meet Hercules                 | Curly-Joe                      |       |
|      | The Three Stooges in Orbit                      | Curly-Joe                      |       |
| 1963 | The Three Stooges Go Around the World in a Daze | Curly-Joe                      |       |
|      | The Three Stooges Scrapbook (short)             | Curly-Joe                      |       |
|      | It's a Mad Mad Mad Mad World                    | Fireman (no acreditado)        |       |
|      | 4 for Texas                                     | Curly-Joe (no acreditado)      |       |
| 1965 | The Outlaws Is Coming                           | Curly-Joe                      |       |
|      | The New 3 Stooges (TV series)                   | Curly-Joe                      |       |
|      | Danny Thomas Meets the Comics (TV movie)        | Curly-Joe                      |       |
| 1966 | The Adventures of Ozzie & Harriet (TV series)   | Man with Lollipop              |       |
| 1967 | Off to See the Wizard (TV series)               | Three Men in a Tub             |       |
| 1970 | Kook's Tour                                     | Curly-Joe                      |       |